# Cabo Lisburne

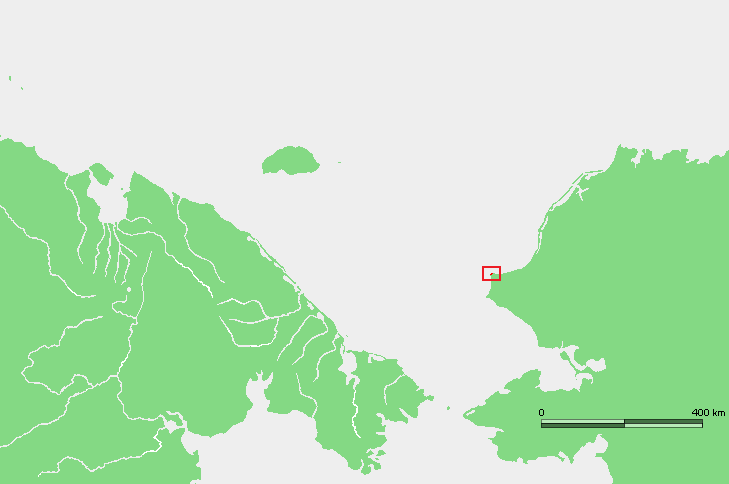
Localização do cabo Lisburne.

O cabo Lisburne é um promontório no extremo noroeste da península de Lisburne no mar de Chukchi, na costa ocidental do Alasca. Está a cerca de 64 km de Point Hope, Arctic Slope. 
O primeiro europeu a avistá-lo foi James Cook, que lhe deu o nome em 21 de agosto de 1778, escrevendo: "The southern extreme seemed to form a point which was named Cape Lisburne."
Um antigo nome Inupiaq para o cabo era "Uivaq.